# Fangschrecken

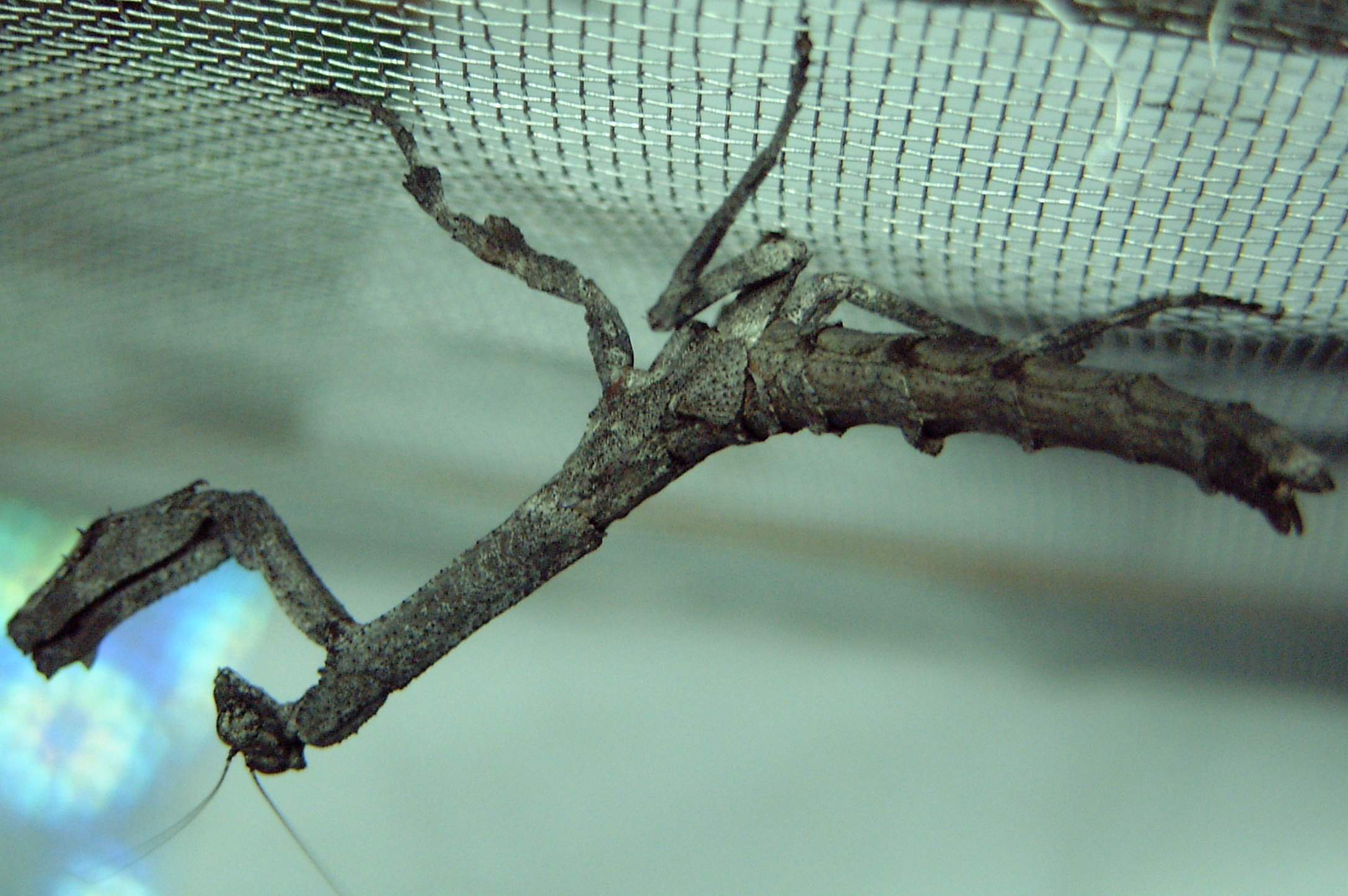
Popa spurca crassa ♀ – subadult

Die Fangschrecken oder Gottesanbeterinnen (Mantodea) sind eine Ordnung der Insekten und gehören zu den Fluginsekten (Pterygota). Häufig werden sie auch als Mantiden bezeichnet. Weltweit kommen über 2400 Arten auf allen Kontinenten außer der Antarktika vor.

## Beschreibung
Gottesanbeterinnen verfügen über eine – insbesondere in Verbindung mit ihrer oft langanhaltenden Reglosigkeit – sehr gute Tarnung. Die Körperlänge der meisten Arten beträgt zwischen 40 und 80 mm. Die kleinste Fangschrecke ist Bolbe pygmaea, die nur 8–10 mm misst. Die größten Arten finden sich in den Gattungen Toxodera und Ischnomantis mit bis zu 160 mm.
Das für Insekten ungewöhnliche Erscheinungsbild verdanken die Fangschrecken neben der Umwandlung des ersten Beinpaares zu Fangbeinen vor allem einer Verlängerung des ersten Brustsegmentes (Prothorax), welches den Aktionsradius der Fangbeine stark erweitert. Der dreieckige Kopf der Tiere ist über den Hals (Cervix) mit dem Prothorax verbunden. Daher kann die Gottesanbeterin anders als fast alle anderen Insekten ihren Kopf über einen großen Winkel drehen. Diese Umgestaltung des Thorax mit der Drehbarkeit des Kopfes findet sich ansonsten nur bei den Kamelhalsfliegen und bei den zu den Netzflüglern gehörenden Fanghaften.

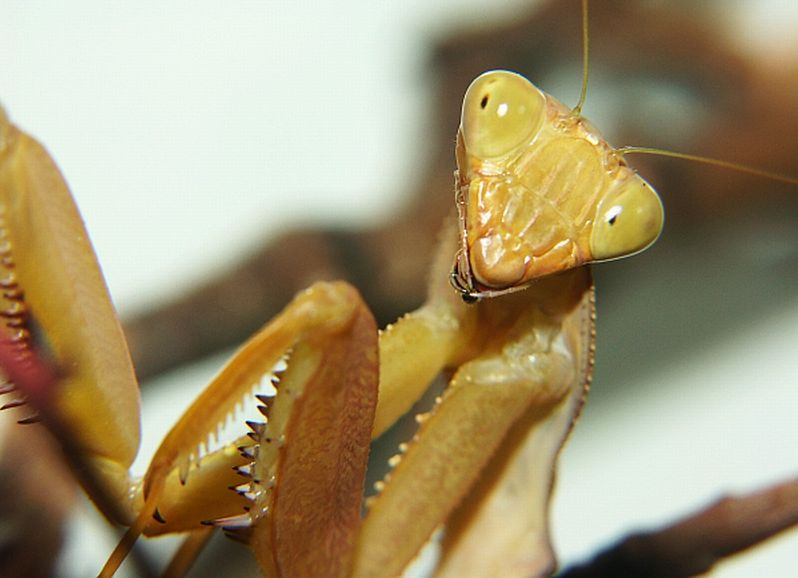
Ghana-Gottesanbeterin (Sphodromantis lineola) ♀

Die Fangbeine der Fangschrecken werden aus der Tibia (Unterschenkel) und dem Femur (Oberschenkel) gebildet. Die Tibia trägt viele Dornen und eine große Endklaue. Sie kann gegen den dornenbewehrten Femur wie ein Taschenmesser eingeklappt werden. Die Hüftglieder (Coxa) sind ebenfalls verlängert und frei beweglich. Mit diesen Fangbeinen kann die Fangschrecke innerhalb von 0,1 Sekunden zuschlagen, um ein Opfer zu fangen. Viele Arten können mit diesem präzisen Fangapparat sogar Fliegen aus der Luft fangen. In Lauerstellung werden die Fangbeine erhoben und an den Körper angelegt gehalten, daher bekamen die Tiere auch den Namen Gottesanbeterinnen.
Die großen Facettenaugen der Tiere liegen weit auseinander und ermöglichen so ein stereoskopisches Sehen. Da sie zum Orten und Verfolgen der Beute sowie zur genauen Ortung der Geschlechtspartner verwendet werden, stellen sie das wichtigste Sinnesorgan der Tiere dar. Ein weiteres Sinnesorgan bildet das unpaare Gehörorgan zwischen den Hinterhüften mancher Arten. Mit diesem können Töne im Bereich von 25 bis 130 kHz gehört werden. Es dient vermutlich dazu, während des Fluges die Peillaute sich nähernder Fledermäuse wahrzunehmen. Die sog. Gehörspalte liegt zwischen dem 2. und 3. Beinpaar und ist nur 0,2 mm breit. Weibchen haben ein geringeres Hörvermögen als Männchen. Manche Arten haben auch zwei Hörorgane, die untereinander angeordnet sind und unterschiedliche Frequenzen wahrnehmen können. Andere Arten wiederum verfügen über gar kein Hörorgan.

## Verhalten

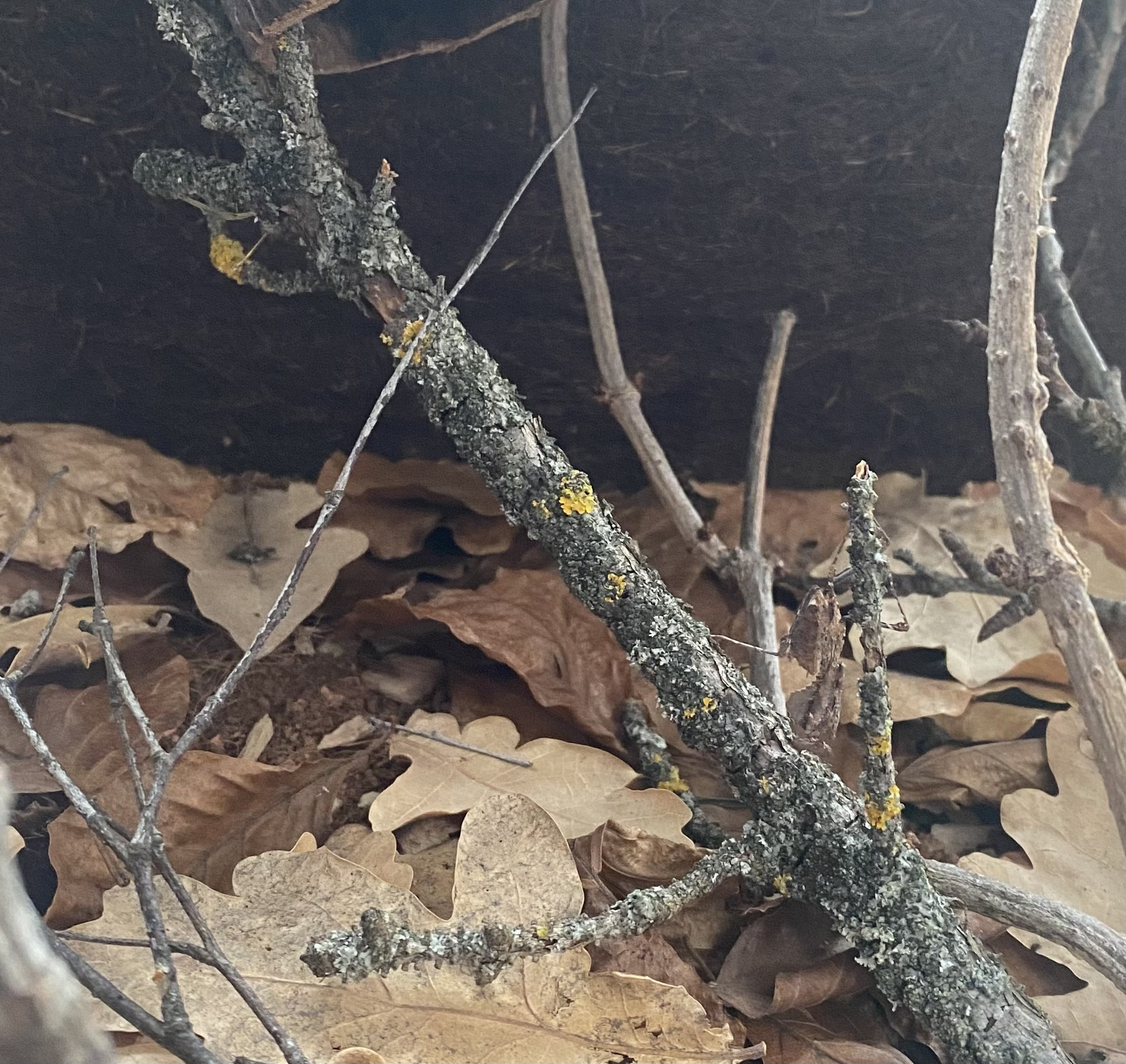
Deroplatys desiccata ahmt im natürlichen Lebensraum tote Blätter nach

Die meisten Fangschrecken, wie z. B. die Geistermantis (Phyllocrania paradoxa) oder die Europäische Gottesanbeterin (Mantis religiosa) sind tagaktive Lauerjäger, das heißt, sie verharren stundenlang unbeweglich, bis sich ihnen ein Opfer nähert, welches sie dann mit ihren Fangbeinen packen. Dabei zeigen viele Arten Anpassungen an ihre Umgebung, die es ihrer Beute erschweren, sie in ihrer Lauerstellung zu erkennen. Nicht nur in den Farben, die innerhalb der Arten sehr variabel sein können, sondern auch durch die Körperform und durch blattartig verbreiterte Cuticuladuplikaturen (Loben) ahmen sie in ihrer äußeren Form Teile von Pflanzen nach (Mimese). Die Geistermantis sieht vertrockneten Blättern sehr ähnlich, andere Arten ahmen Holzstückchen und Zweige nach. Es wird diskutiert, ob Fangschrecken wie die Teufelsblume (Idolomantis diabolicus) sowie Pseudocreobotra wahlbergii oder Creobroter pictipennis, die Blumen und Blüten ähneln, durch ihre Form und Farbe Insekten anlocken können. Dies wäre eine Form der Peckham’schen Mimikry.
Andere Arten, z. B. die Kleine Astmantis (Popa spurca) oder Arten der Gattungen Eremiaphila und Heteronutarsus, die in den Wüsten und Halbwüsten des nördlichen Afrika bis nach Indien vorkommen, laufen sehr schnell und viel herum, um ihre Beute zu verfolgen. Die meisten Arten ernähren sich von Insekten und Spinnen. Es gibt jedoch auch einige größere Vertreter, die daneben auch Skorpione und sogar kleine Wirbeltiere, wie junge Schlangen, Eidechsen, Kolibris und kleine Säugetiere erbeuten können. Im Juli 2017 wurde publiziert, dass sich Gottesanbeterinnen in 13 Ländern auf allen Kontinenten auch von kleineren Vögeln ernähren. Bei den erbeuteten Vögeln handelt es sich um 24 Arten aus 14 Vogelfamilien. Diese Erkenntnisse legen nahe, dass Gottesanbeterinnen gewisse Vogelarten bedrohen können, wenn sie verstärkt zur Schädlingsbekämpfung eingesetzt werden.
Die Fangschrecken haben ein ausgedehntes Balzverhalten, das vor allem dazu dient, dass sich das Männchen dem meist größeren Weibchen gefahrlos nähern kann. Trotzdem kann es vorkommen, dass das Männchen vor oder während der Begattung vom Weibchen teilweise oder vollständig verspeist wird (Kannibalismus), wobei dies der Kopulation keinen Abbruch tut. Die Eier werden in großen Eipaketen (Ootheken) abgelegt. Einige Arten vermehren sich durch Parthenogenese.

### Feinde und Verteidigung

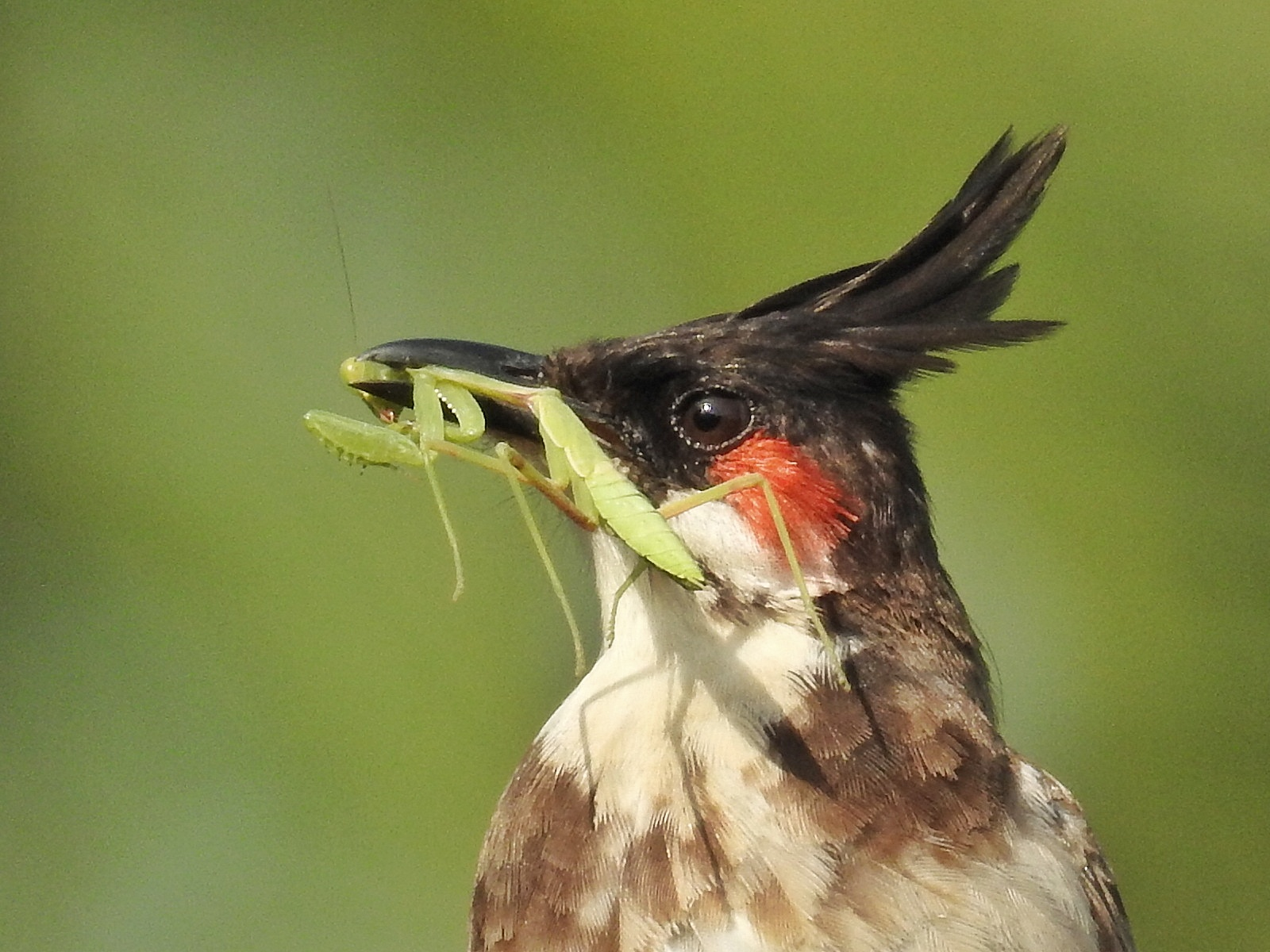
Fangschrecke als Beute eines Rotohrbülbüls

Wie viele kleinere und räuberisch lebende Tiere sind auch Fangschrecken in eine vielfältige Räuber-Beute-Beziehung eingebunden, die sie sowohl zu Prädatoren als auch zum Nahrungsspektrum anderer Tiere werden lässt. Als Fressfeinde der Fangschrecken spielen besonders Wirbeltiere, darunter verschiedene Reptilien, Amphibien, Vögel und einige Säugetiere (hier besonders Fledermäuse) eine große Rolle. Fangschrecken zählen jedoch auch zum Beutespektrum anderer räuberisch lebender Gliederfüßer, etwa größeren karnivoren Insekten, Spinnentieren oder Hundertfüßern. Bedeutende Feinde unter den Insekten sind einige Hautflügler, darunter besonders Ameisen und größere Wespen wie die Asiatische Riesenhornisse. Gleichermaßen kann die Hornisse größeren Fangschrecken zum Opfer fallen. Ebenso können kleinere Fangschrecken, darunter auch Jungtiere, von größeren Fangschrecken (auch solchen der gleichen Art) aufgrund deren kannibalistischen  Verhaltens erbeutet werden.
Fangschrecken dienen auch als Wirte verschiedener Parasiten. Ein prominentes Beispiel darunter sind die Saitenwürmer, deren Jungformen räuberisch lebende Gliederfüßer, mitunter auch Fangschrecken befallen und diese mittels Wasserentzug und übernommener Kontrolle dazu veranlassen, Gewässer aufzusuchen und sich in diesen ertrinken zu lassen. Die Würmer verlassen anschließend die Fangschrecken und setzen ihre Lebensweise fort.

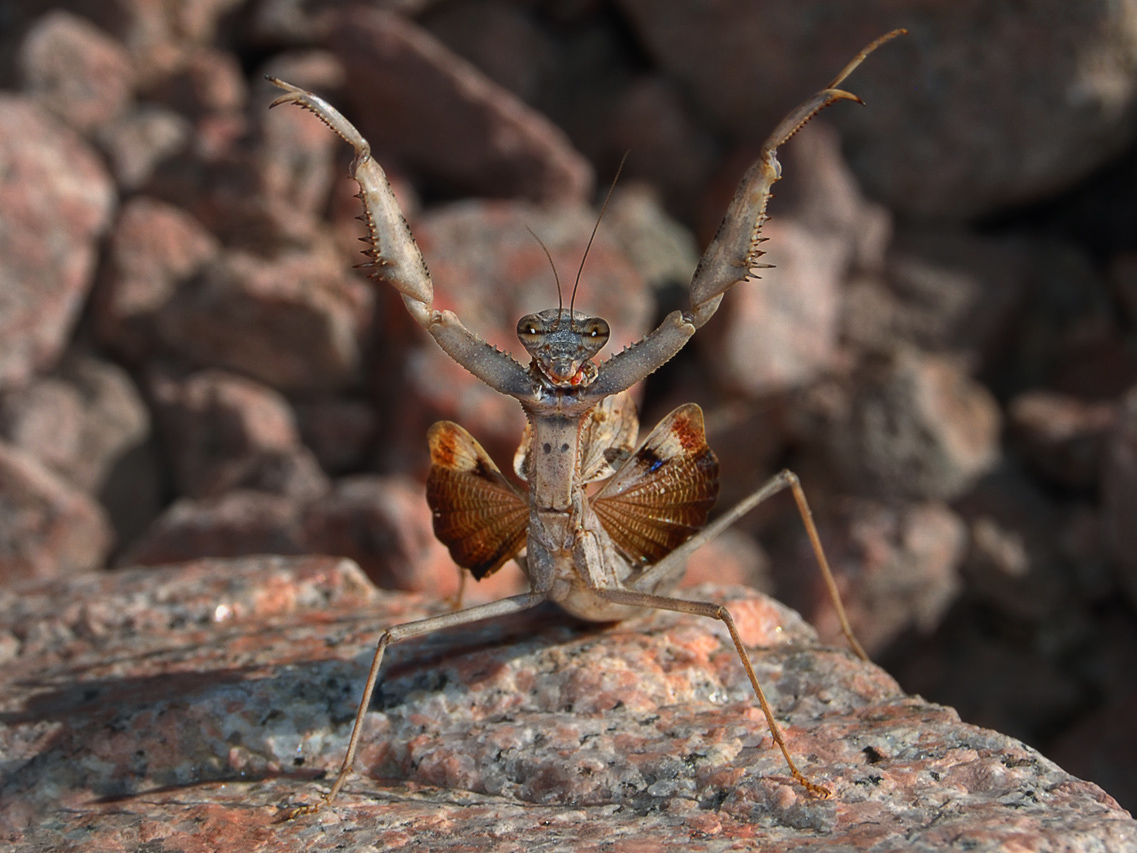
Drohgebärde einer Bolivaria brachyptera

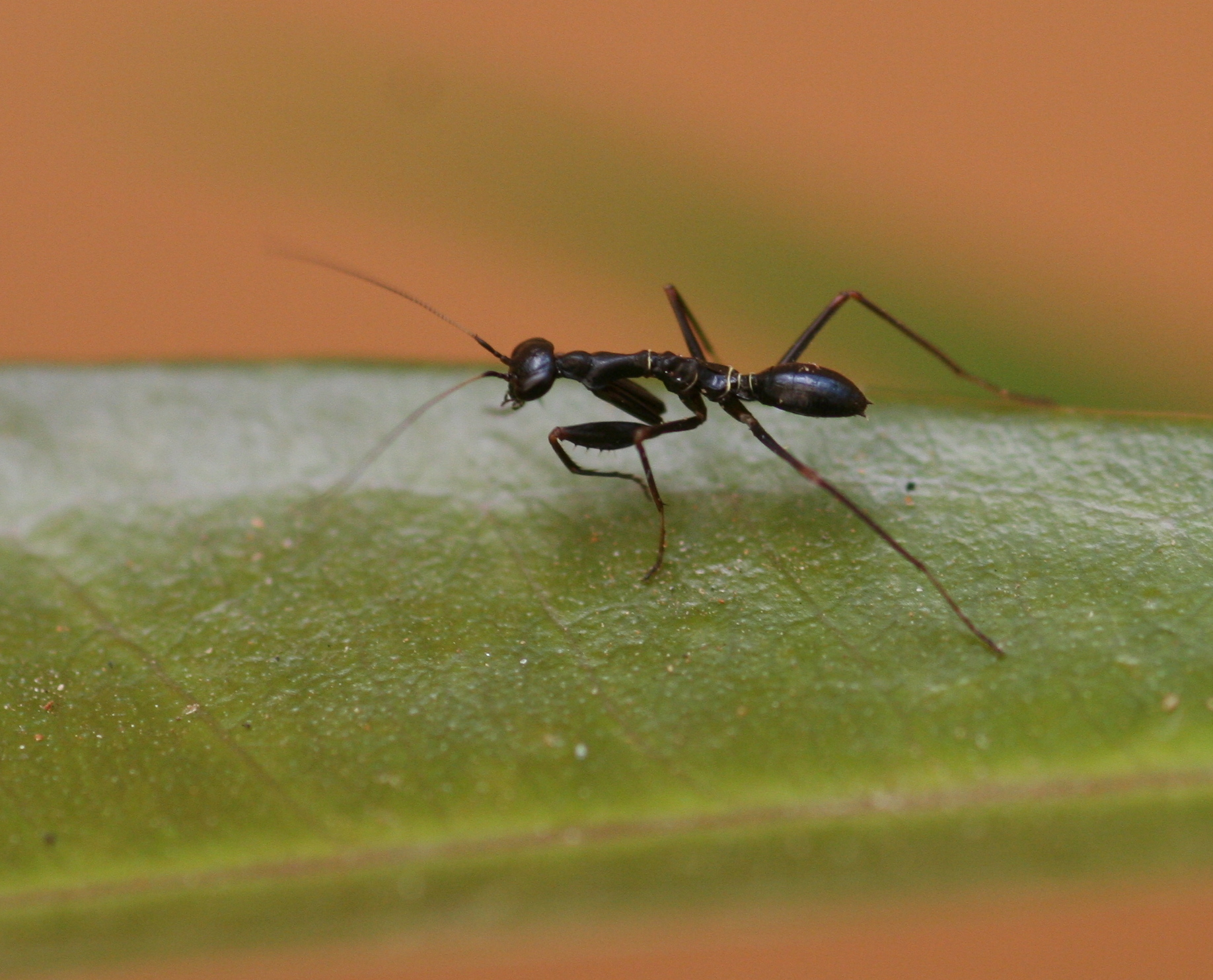
Nymphe einer Art der Gattung Odontomantis, die eine Ameise imitiert (Mimikry).

Fangschrecken haben im Laufe der Evolution verschiedene Abwehrmechanismen entwickelt, besonders bekannt sind darunter die angepasste Tarnung und Drohhaltungen vieler Arten. Die Larven und Nymphen vieler Arten imitieren zusätzlich Ameisen, da diese von vielen Tieren gemieden werden. Die meisten Fangschrecken nutzen ihr an ihr Habitat angepasstes Aussehen in Addition ihres regungslosen Verhaltens nicht nur, um vor Beutetieren, sondern auch, um vor Fressfeinden verborgen zu bleiben. Diverse Fangschrecken verfügen auf der Innenseite der Fangarme und der Unterseite des zweiten Flügelpaares außerdem über falsche Augenflecken und/oder Warnfarben. Diese werden einem potentiellen Angreifer entgegengehalten, sollte sich eine Fangschrecke durch einen solchen bedroht fühlen. In größter Not ergreifen Fangschrecken die Flucht oder setzen sich mithilfe ihrer bedornten Fangarme und den Mandibeln zur Wehr. Die oftmals flugfähigen Männchen können wie bereits erwähnt darüber hinaus mit ihrem Hörorgan auch die Echo-Laute von Fledermäusen wahrnehmen und diese somit rechtzeitig meiden. Dabei  lässt sich die Fangschrecke meist abrupt zu Boden fallen.

## Verbreitung

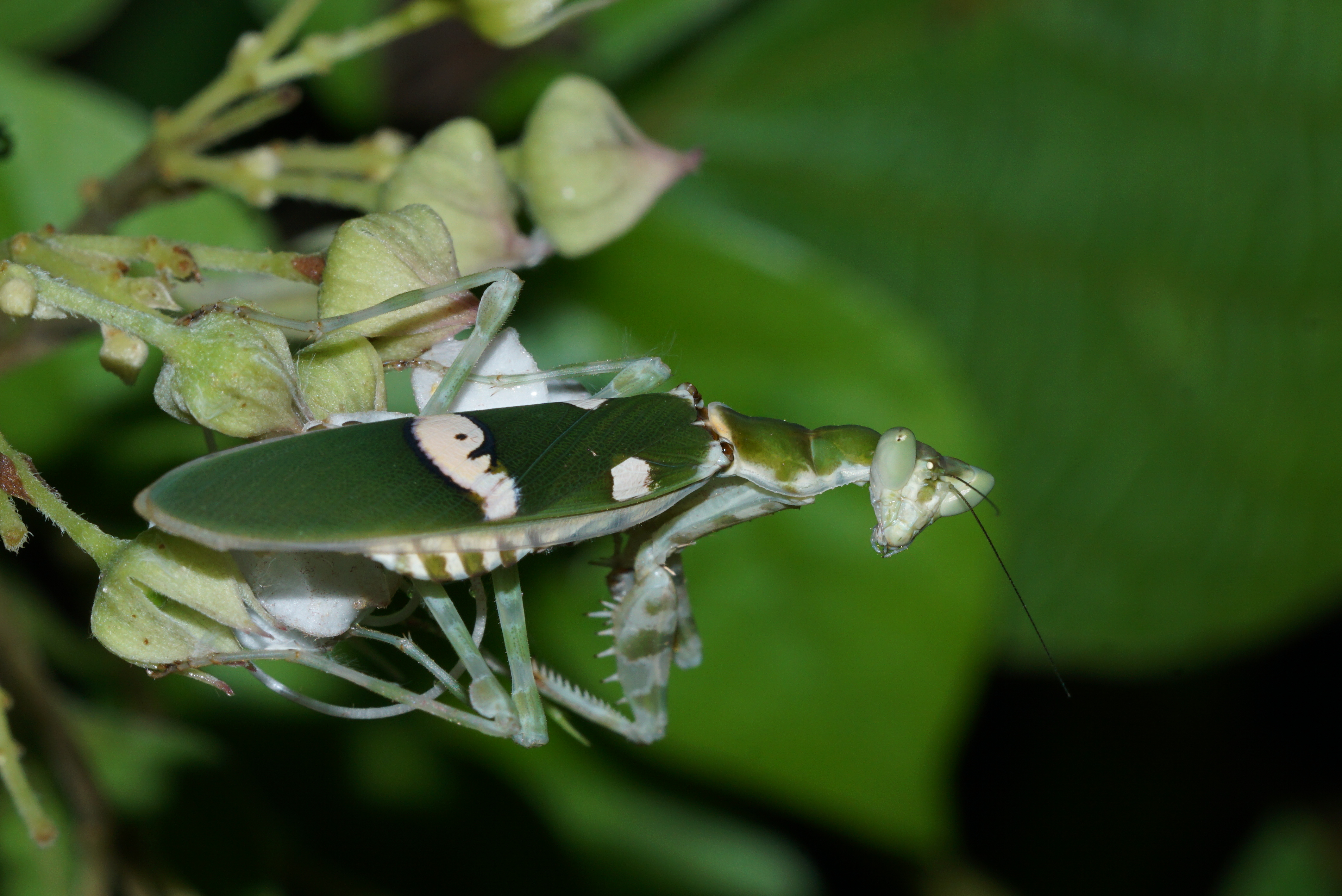
Die Asiatische Blütenmantis (Creobroter gemmatus) lebt in den Regenwäldern Südostasiens.

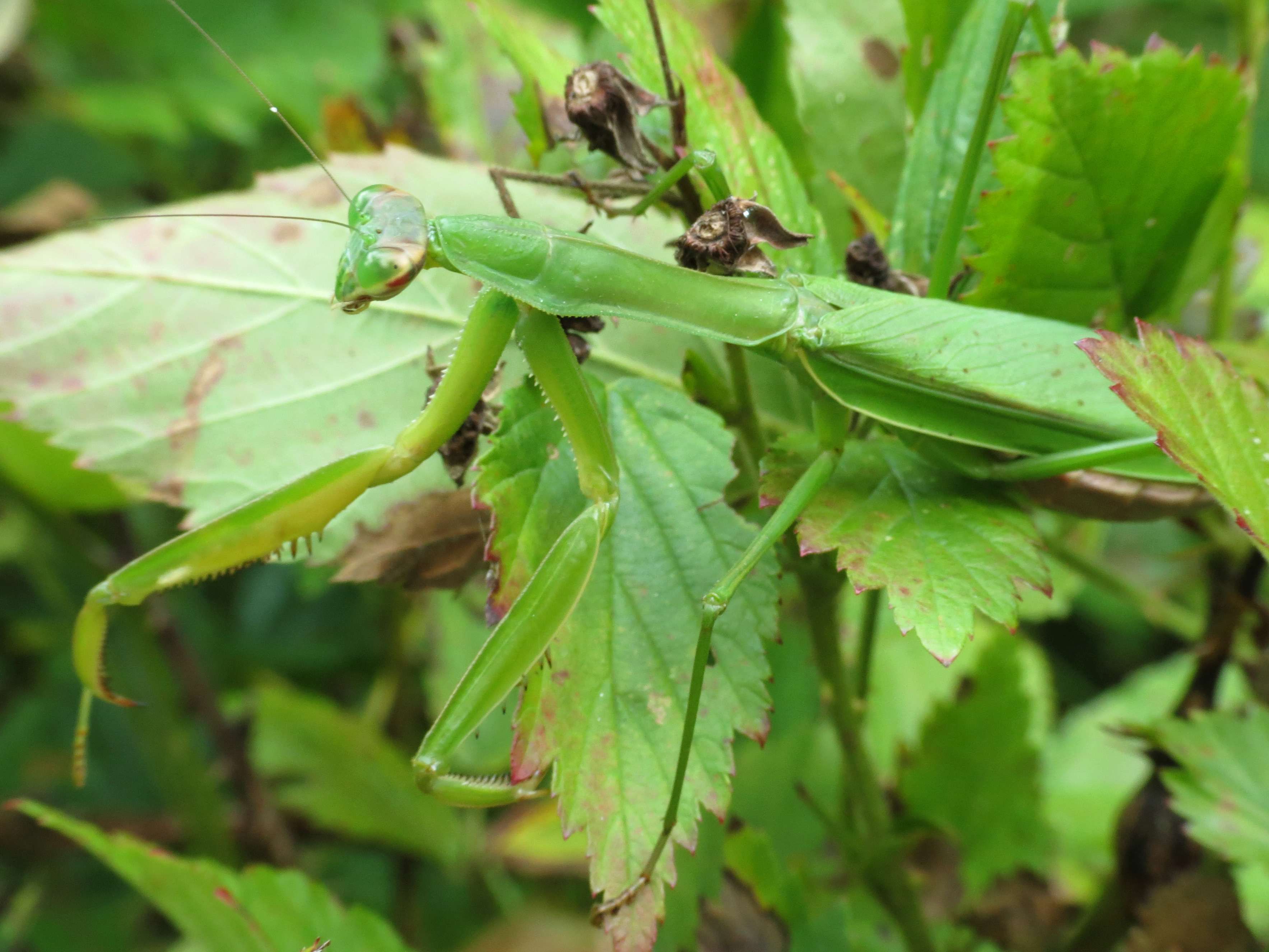
Die recht anpassungsfähige Große Chinesen-Mantis (Tenodera sinensis) im Rock Creek Park in Washington, D.C. Die Art wurde im 19. Jahrhundert in Nordamerika eingeführt.

Fangschrecken sind mit Ausnahme der Polargebiete in allen Kontinenten der Welt vertreten. Die nördlichsten Vorkommen von Fangschrecken liegen in Amerika bei 51° nördlicher Breite, in Europa bei 56° nördlicher Breite und in Ostasien bei 52° nördlicher Breite. Auf der Südhalbkugel kommen Fangschrecken bis in die südlichsten Gebiete Neuseelands, Australiens und Afrikas vor, leben in Südamerika aber nur bis 45° südlicher Breite. In einigen Wüsten und Hochgebirgen Asiens, Afrikas, Südamerikas und Australiens sind sie nicht zu finden, ebenso fehlen sie in der Taiga.
Obgleich die verschiedenen Arten unterschiedliche Habitate bewohnen, sind alle überwiegend wärmeliebend. Viele Arten leben in Regenwäldern, wieder andere kommen in Savannen, Steppen o. Ä. vor. Wieder einige Arten, etwa die Europäische Gottesanbeterin (Mantis religiosa) oder die Große Chinesen-Mantis (Tenodera sinensis) sind recht anpassungsfähig und bewohnen eine Vielzahl beliebiger Lebensräume, darunter auch menschliche Siedlungen. Die beiden erwähnten Arten und auch Tenodera angustipennis wurden überdies in Nordamerika eingeführt und konnten sich dort erfolgreich etablieren.
Von den weltweit mehr als 2400 bekannten Arten leben in Europa etwa 38 Arten. In Mitteleuropa kommt davon natürlicherweise nur die Europäische Gottesanbeterin vor, gelegentlich werden andere Arten eingeschleppt. Die übrigen europäischen Arten findet man in Südeuropa.
Im europäischen Mittelmeerraum kommen neben Mantis religiosa noch Apteromantis aptera, Bolivaria brachyptera, Empusa fasciata, Empusa pennata, Geomantis larvoides, Hierodula transcaucasica, Iris oratoria, Perlamantis alliberti, Pseudoyersinia lagrecai, Rivetina baetica, Rivetina balcanica, Sphodromantis viridis sowie mehrere Arten der Gattung Ameles (Ameles assoi, Ameles decolor, Ameles heldreichi, Ameles insularis, Ameles paradecolor, Ameles picteti, Ameles spallanzania) vor. Im südöstlichen Teil der Ukraine finden sich zudem noch Empusa pennicornis und Iris polystictica. Im Kaukasus leben noch weitere Arten, wie Armene pusilla oder Rivetina caucasica und auf den Kanarischen Inseln finden sich Ameles gracilis, Ameles limbata, Blepharopsis mendica, Hypsicorypha gracilis, Pseudoyersinia betancuriae, Pseudoyersinia canariensis, Pseudoyersinia subaptera und Pseudoyersinia teydeana. Neben diesen einheimischen Arten gibt es noch mehrere invasive Arten, wie Brunneria borealis in Südspanien, Hierodula patellifera in Italien und Frankreich, Hierodula tenuidentata in Italien und Rumänien, Miomantis caffra und Miomantis paykullii in Portugal oder Tenodera sinensis in Deutschland. Auch zwei ausgestorbene Arten waren in Europa beheimatet, so Ameles fasciipennis aus Italien und Pseudoyersinia brevipennis aus Frankreich. Die höchste Artenvielfalt in Europa findet sich in Spanien, Portugal, Italien und Griechenland, wo jeweils mindestens 12–14 Arten vorkommen, gefolgt von Frankreich mit mindestens 8 Arten und der Ukraine und Kroatien mit mindestens 7 Arten.
Fossil sind Vertreter der Fangschrecken in verschiedenen Bernsteinvorkommen, insbesondere im Baltischen Bernstein (Eozän) nachgewiesen. Die älteste Bernsteininkluse mit einer Fangschrecke aus der Familie der Chaeteessidae stammt aus dem sogenannten New Jersey Bernstein (USA) (Obere Kreide, Turonium).

## Systematik

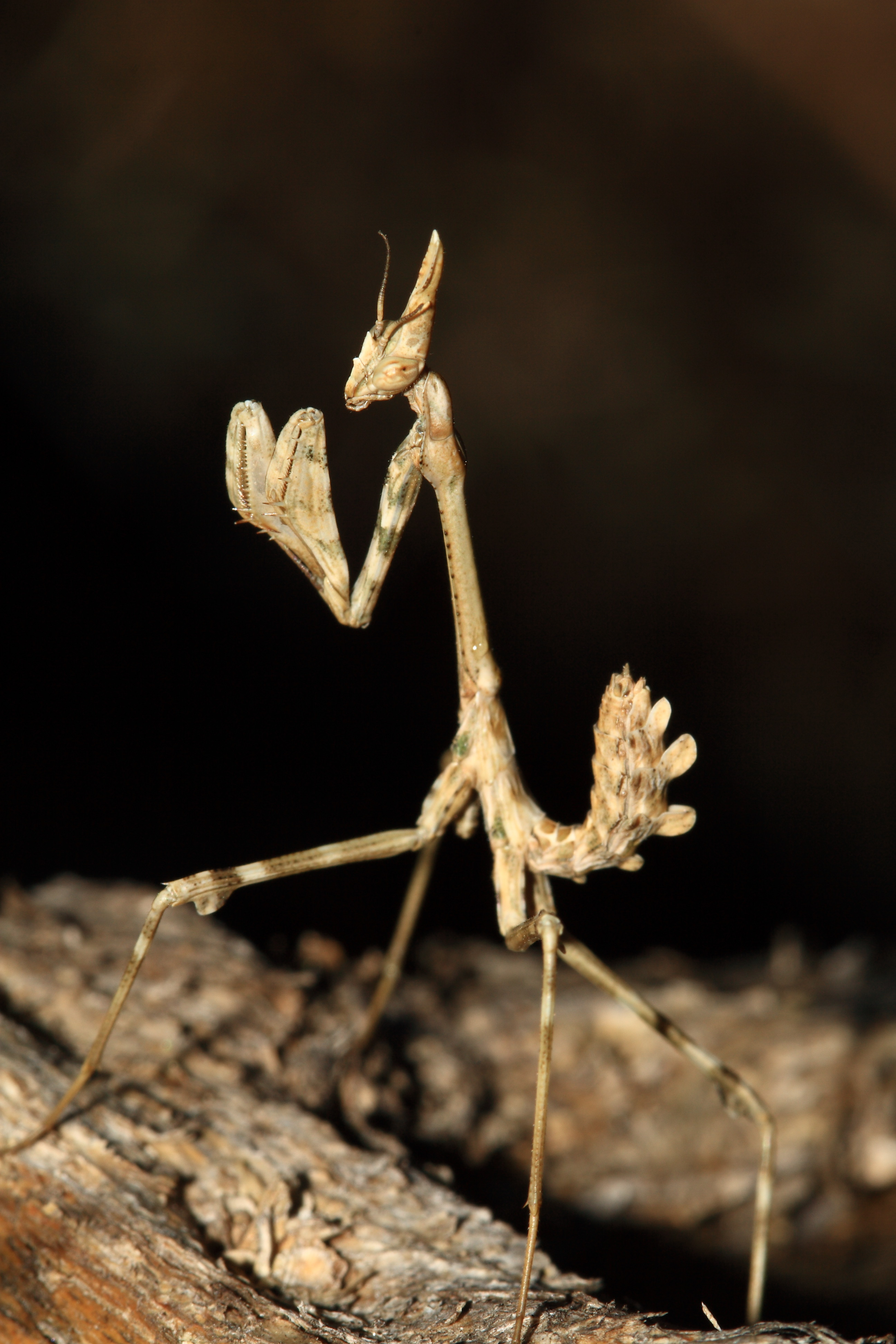
Empusa pennata, Nymphe (Unterfamilie Empusinae)

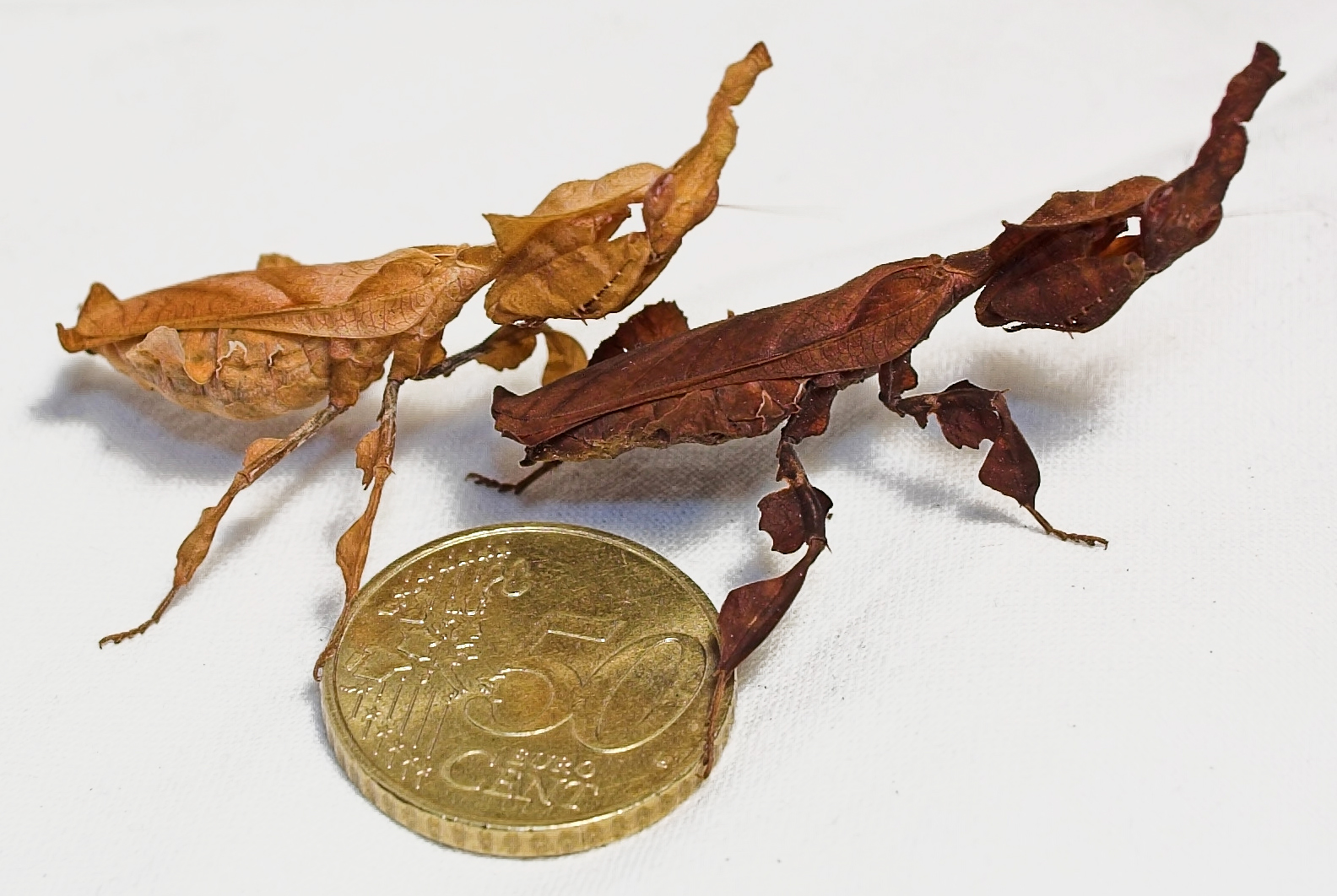
Geistermantis (Phyllocrania paradoxa), braun und schwarz (Unterfamilie Epaphroditinae)

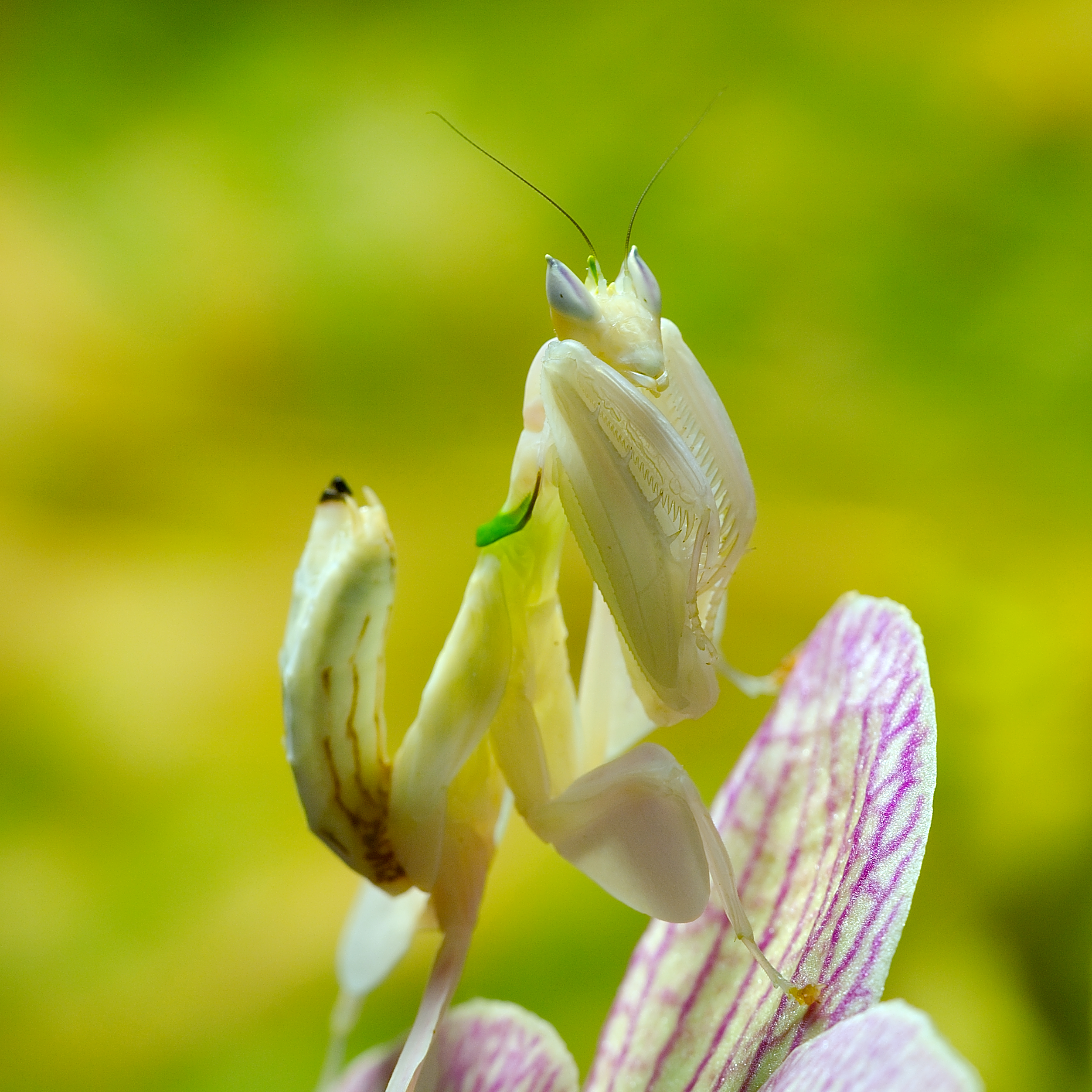
Jungtier der Orchideenmantis (Hymenopus coronatus) (Unterfamilie Hymenopodinae)

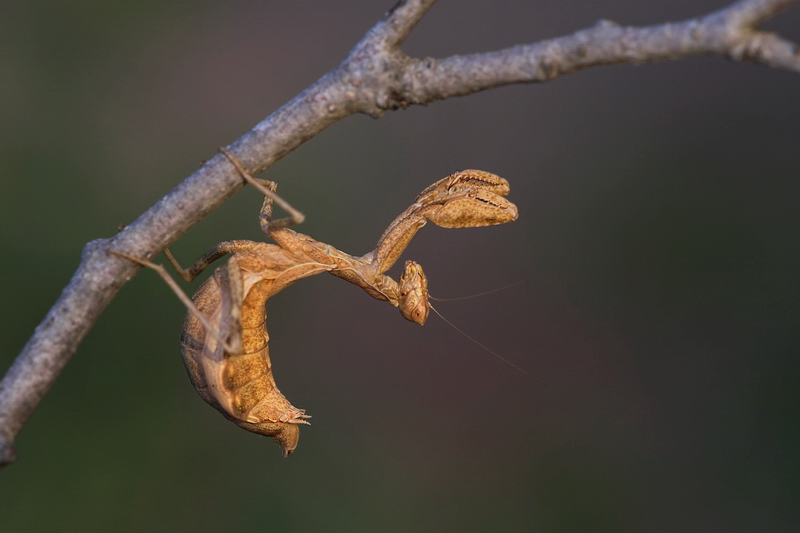
Kleine Fangschrecke (Ameles spallanziana) (Unterfamilie Amelinae)

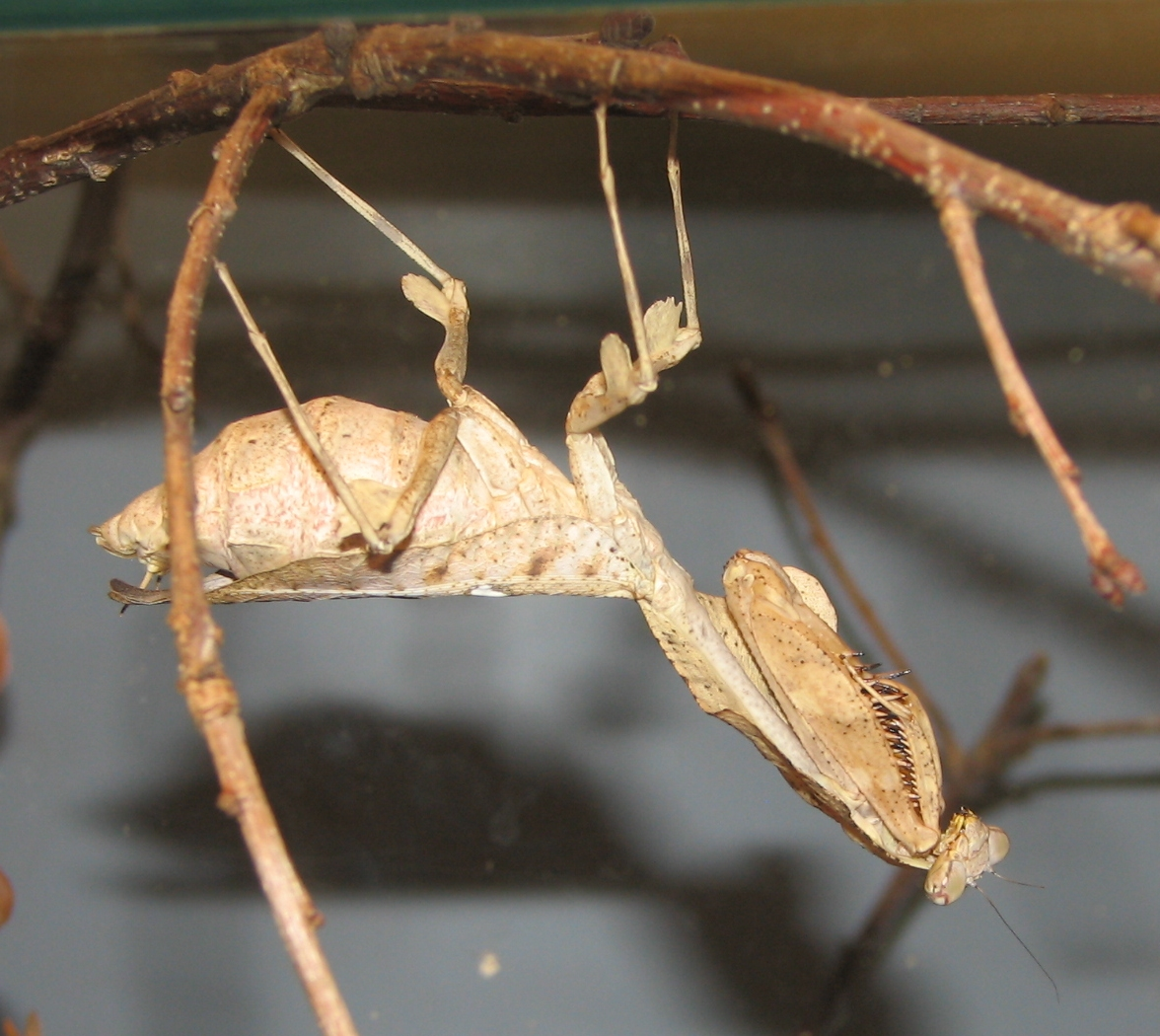
Totes Blatt (Deroplatys lobata) (Unterfamilie Deroplatyinae)

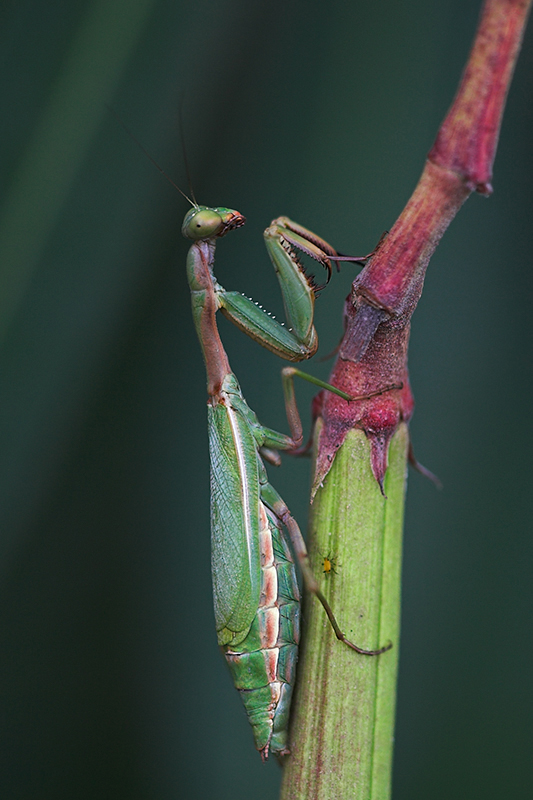
Iris oratoria (Unterfamilie Mantinae)

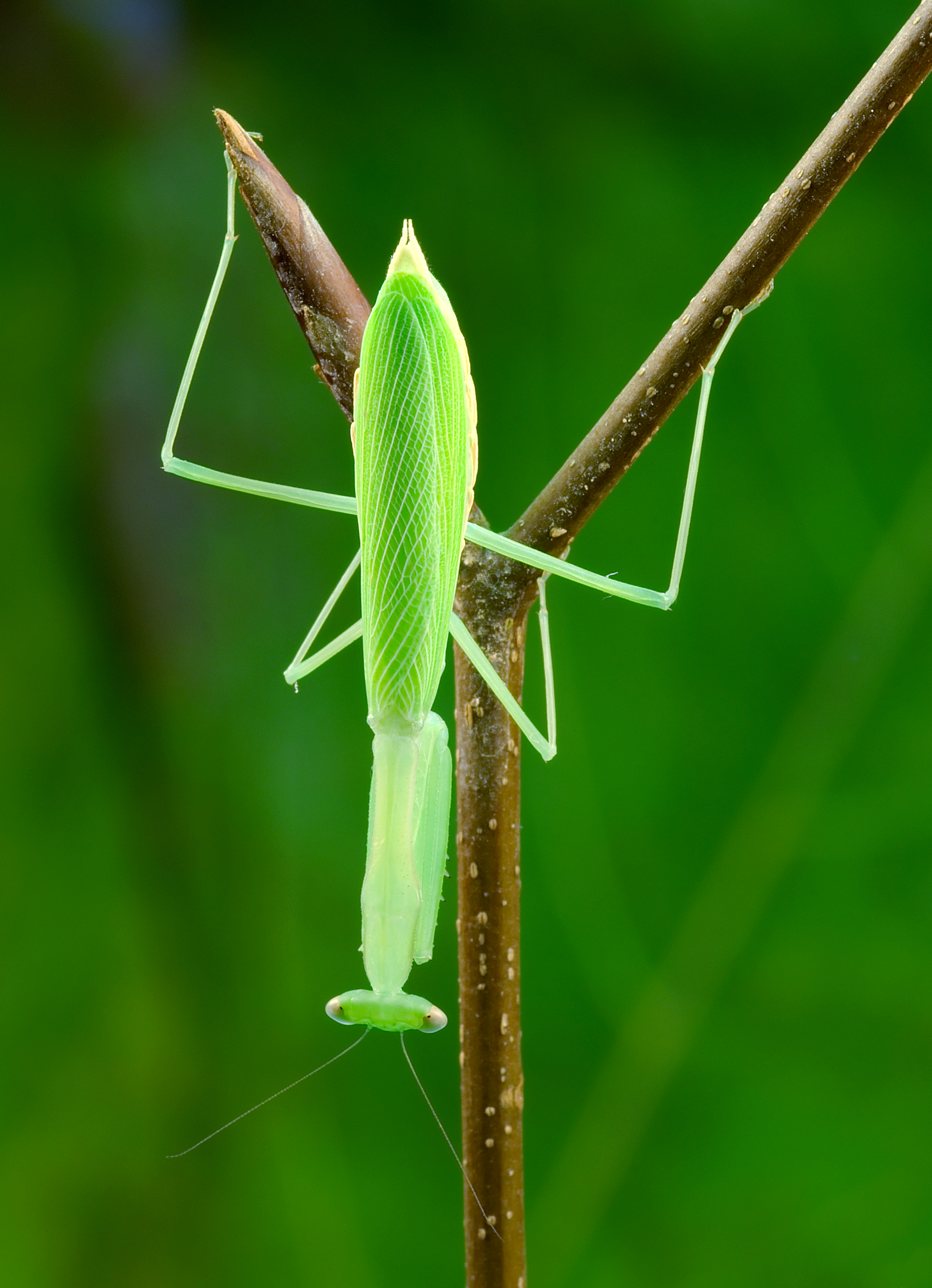
Ägyptische Gottesanbeterin (Miomantis paykullii) (Unterfamilie Miomantinae)

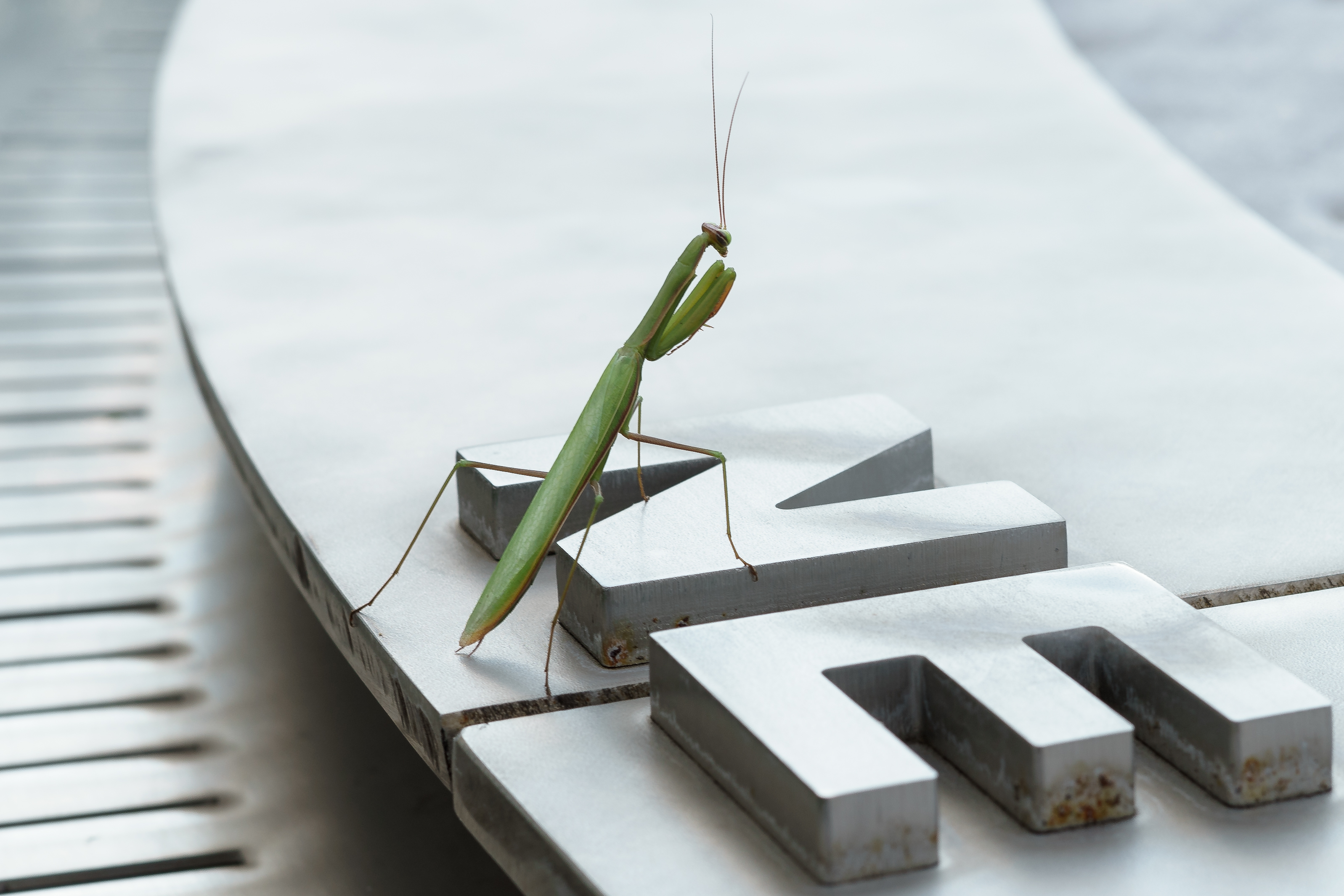
Männchen der Europäischen Gottesanbeterin (Mantis religiosa) (Unterfamilie Mantinae) im Aristotelespark in Stagira

### Äußere Systematik
Fangschrecken sind sehr eng mit den Schaben (Blattodea) und den Termiten (Isoptera) verwandt und bilden nach den meisten gängigen Lehrbüchern zusammen mit diesen die Überordnung Dictyoptera (von manchen Taxonomen nun alternativ als Ordnung aufgefasst). Manche Systematiker fassen Fangschrecken, Schaben, Termiten und Bodenläuse (Zoraptera) in dem gemeinsamen Taxon Oothecariformia zusammen (Siehe dazu auch Systematik der Gladiatoren).

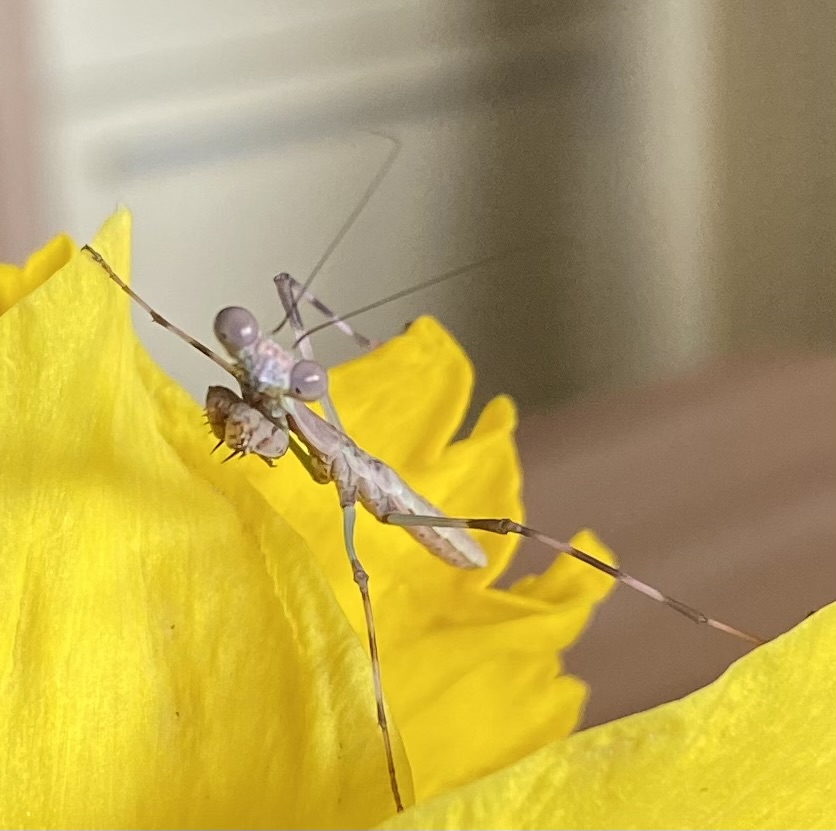
Männliche Nymphe von Plistospilota guineensis (Unterfamilie Mantinae)

### Innere Systematik
Es sind über 2400 Arten von Fangschrecken bekannt. Diese werden in verschiedene Familien eingeordnet. Unterordnungen werden bisher nicht verwendet. Die folgende bis auf die Ebene der Unterfamilien dargestellte Systematik folgt der Taxonomischen Datenbank der Fangschrecken und wurde um einige bekanntere Arten ergänzt:
- Acanthopidae Burmeister, 1838
  - Acanthopinae Burmeister, 1838
    - Blattmantis (Acanthops falcata Stål, 1877)

  - Acontistinae Hebard, 1924
  - Stenophyllinae Giglio-Tos, 1919
- Amorphoscelidae Stål, 1877
  - Amorphoscelinae Stål, 1877
  - Paraoxypilinae Giglio-Tos, 1913
  - Perlamantinae Giglio-Tos, 1913
    - Perlamantis alliberti Guerin-Meneville, 1843
- † Baissomantidae Gratshev & Zherikhin, 1993
- Chaeteessidae Handlirsch, 1926
  - Chaeteessinae
- † Cretomantidae Gratshev & Zherikhin, 1993
- Empusidae Burmeister, 1838
  - Blepharodinae Beier, 1964
    - Kleine Teufelsblume (Blepharopsis mendica (Fabricius, 1775))
    - Teufelsblume (Idolomantis diabolica (Saussure, 1869))

  - Empusinae Saussure, 1893
    - Empusa pennata (Thunberg, 1815)
    - Empusa fasciata Brullé, 1832
    - Wandelnde Geige (Gongylus gongylodes (Linnaeus, 1758))
- Eremiaphilidae Wood-Mason, 1889
- Hymenopodidae Chopard, 1949
  - Acromantinae Giglio-Tos, 1919
  - Epaphroditinae Giglio-Tos, 1919
    - Geistermantis (Phyllocrania paradoxa Burmeister, 1838)

  - Hymenopodinae Giglio-Tos, 1919
    - Asiatische Blütenmantis (Creobroter gemmatus)
    - Gelbe Orchideenmantis (Helvia cardinalis Stål, 1877)
    - Orchideenmantis (Hymenopus coronatus (Olivier, 1792))
    - Westafrikanische Mantis (Pseudocreobotra ocellata (Beauvois, 1805))
    - Afrikanische Blütenmantis (Pseudocreobotra wahlbergii Stål, 1871)
    - Kleine Blütenmantis (Pseudoharpax virescens (Serville, 1839))

  - Sibyllinae Giglio-Tos, 1919
    - Kryptische Mantis (Sibylla pretiosa  Stål, 1856)

  - Oxypilinae Giglio-Tos, 1919
- Iridopterygidae Giglio-Tos, 1919
  - Hapalomantinae
  - Iridopteryginae Giglio-Tos, 1919
  - Nanomantinae
  - Tropidomantinae
- Liturgusidae Giglio-Tos, 1919
  - Liturgusinae Giglio-Tos, 1919
- Mantidae Burmeister, 1838
  - Amelinae Giglio-Tos, 1919
    - Kleine Fangschrecke (Ameles spallanziana (Rossi, 1792))
    - Graue Fangschrecke (Ameles decolor (Charpentier, 1825))
    - Fuentes Kurzflügel-Fangschrecke (Apteromantis aptera (Fuente, 1894))

  - Angelinae Beier, 1964
  - Antemninae Terra, 1995
  - Choeradodinae Kirby, 1904
  - Chroicopterinae
  - Compsothespinae Handlirsch, 1926
  - Deroplatyinae Giglio-Tos, 1919
    - Totes Blatt (Deroplatys lobata (Guérin-Méneville, 1838))

  - Dystactinae
  - Mantinae Burmeister, 1838
    - Australische Riesenmantis (Hierodula majuscula (Tindale, 1923))
    - Indische Große Gottesanbeterin (Hierodula membranacea (Burmeister, 1838))
    - Hierodula patellifera (Audinet-Serville, 1839)
    - Europäische Gottesanbeterin (Mantis religiosa (Linnaeus, 1758))
    - Parasphendale agrionina (Gerstaecker, 1869)
    - Marmorierte Madagaskar-Mantis (Polyspilota aeruginosa (Goeze 1778))
    - Grüne Schildmantis (Rhombodera basalis De Haan, 1842)
    - Sphodromantis baccettii LaGreca & Lombardo, 1987
    - Afrikanische Gottesanbeterin (Sphodromantis gastrica (Stål, 1858))
    - Ghana-Gottesanbeterin (Sphodromantis lineola (Burmeister, 1838))
    - Afrikanische Riesengottesanbeterin (Sphodromantis viridis (Forsskål, 1775))
    - Japanische Riesenmantis (Tenodera aridifolia (Stoll, 1813))
    - Große Chinesen-Mantis (Tenodera sinensis Saussure, 1871)

  - Mellierinae Giglio-Tos, 1919
  - Miomantinae
    - Geomantis larvoides Pantel, 1896
    - Miomantis binotata (Giglio-Tos, 1911)
    - Ägyptische Gottesanbeterin (Miomantis paykullii Stål, 1871)

  - Omomantinae
    - Omomantis zebrata Charpentier, 1843

  - Orthoderinae Saussure, 1869
  - Oxyothespinae Giglio-Tos, 1919
  - Photinainae Giglio-Tos, 1919
  - Phyllotheliinae
  - Schizocephalinae Beier, 1964
  - Stagmatopterinae Giglio-Tos, 1919
  - Stagmomantinae Giglio-Tos, 1919
    - Stagmomantis carolina (Johansson, 1763)

  - Vatinae Saussure, 1893
    - Kleine Astmantis (Popa spurca Stål, 1856)
- Mantoididae Giglio-Tos, 1927
  - Mantoidinae
- Metallyticidae Chopard, 1949
  - Metallyticinae
- Tarachodidae Handlirsch, 1930
  - Caliridinae Giglio-Tos, 1919
  - Tarachodinae Handlirsch, 1930
- Thespidae Giglio-Tos, 1919
  - Haaniinae Beier, 1964
  - Hoplocoryphinae [[Alfred P. Kaltenbach|Kaltenbach]], 1996
  - Miopteryginae Kirby, 1904
  - Oligonicinae Giglio-Tos, 1919
  - Pseudomiopteriginae Giglio-Tos, 1919
  - Thespinae Giglio-Tos, 1919
- Toxoderidae Giglio-Tos, 1919
  - Toxoderinae Giglio-Tos, 1919

## Kulturelle Bedeutung
- Das Praying Mantis Kung Fu oder Tang Lang Chuan ist einer der Tierstile des Kung Fu. Es basiert auf den Bewegungen der Gottesanbeterin und wurde der Legende nach von dem Mönch Wang Lang in der Zeit zwischen der Ming-Dynastie (1368–1644) und der Qing-Dynastie (1644–1911) im Shaolin-Kloster in China entwickelt.

- Es gibt eine Heavy-Metal-Band namens Praying Mantis, die auch Fangschrecken auf ihren Plattencovern nutzt.